# 小田村 (三重県)
小田村（おたむら）は三重県阿山郡にあった村。概ね現在の伊賀市小田町にあたる。

## 地理
- 河川：木津川、服部川

## 歴史
- 1889年（明治22年）4月1日 - 町村制の施行により、久米村・浅宇田村・四十九村および木興村の大部分（字清水町を除く）、小田村の大部分（字新町裏を除く）、上野町の一部（上野万町の一部）、上野村の一部の区域をもって阿拝郡小田村が発足。
- 1894年（明治27年）2月13日 - 大字木興・久米・浅宇田・四十九が分立して城南村が発足。
- 1896年（明治29年）4月1日 - 所属郡が阿山郡に変更。
- 1941年（昭和16年）9月10日 - 上野町・三田村・城南村・新居村・長田村・花之木村と合併して上野市が発足。同日小田村廃止。

## 交通

### 鉄道路線
- 関西急行鉄道
  - 伊賀線（現・伊賀鉄道伊賀線）
    - 鍵屋辻駅